# Rebirth (álbum de Angra)
| Críticas profissionais                                                      | Críticas profissionais |
| Avaliações da crítica                                                       | Avaliações da crítica  |
| Fonte                                                                       | Avaliação              |
| --------------------------------------------------------------------------- | ---------------------- |
| All Music Guide                                                             | [ 1 ]                  |
| Esta tabela precisa de ser acompanhada por texto em prosa. Consulte o guia. |                        |

Rebirth é um álbum conceitual da banda de progressive power metal brasileira Angra lançado em 2001. É o primeiro trabalho feito após a reformulação do grupo, que passa a contar com Edu Falaschi nos vocais, Felipe Andreoli no baixo e Aquiles Priester na bateria.
Em 2019, a Metal Hammer o elegeu como o 15º melhor álbum de power metal de todos os tempos.

## Faixas
Todas as letras escritas por Rafael Bittencourt, exceto onde anotado.
| N.º            | Título                                                      | Letras                              | Música                               | Duração |  |
| 1.             | "In Excelsis" (instrumental)                                |                                     | Kiko Loureiro                        | 01:03   |  |
| 2.             | "Nova Era"                                                  | Rafael Bittencourt, Felipe Andreoli | Edu Falaschi, Loureiro               | 04:52   |  |
| 3.             | "Millennium Sun"                                            |                                     | Loureiro, Bittencourt                | 05:11   |  |
| 4.             | "Acid Rain"                                                 |                                     | Bittencourt                          | 06:08   |  |
| 5.             | "Heroes of Sand"                                            |                                     | Falaschi                             | 04:39   |  |
| 6.             | "Unholy Wars" - I. "Imperial Crown" - II. "Forgiven Return" |                                     | Loureiro, Bittencourt                | 08:14   |  |
| 7.             | "Rebirth"                                                   |                                     | Bittencourt, Loureiro                | 05:18   |  |
| 8.             | "Judgement Day"                                             |                                     | Loureiro, Falaschi, Aquiles Priester | 05:40   |  |
| 9.             | "Running Alone"                                             |                                     | Bittencourt                          | 07:14   |  |
| 10.            | "Visions Prelude" (adaptada da Op. 28 em C menor de Chopin) |                                     | Loureiro                             | 04:32   |  |
| 11.            | "Bleeding Heart" (faixa bônus na edição japonesa)           |                                     | Falaschi                             | 04:12   |  |
| Duração total: | Duração total:                                              | Duração total:                      | Duração total:                       | 57:06   |  |

## Créditos
- Edu Falaschi - vocal
- Kiko Loureiro - guitarra
- Rafael Bittencourt - guitarra
- Felipe Andreoli - baixo
- Aquiles Priester - bateria

Participações
- Gunter Werno - teclados
- Andre Kbelo, Zeca Loureiro, Maria Rita, Carolin Wols - backing vocals
- Roman Mekinulov - cello
- Douglas Las Casas - percussão
- Mestre Dinho & Grupo Woyekè - Vozes Maracatu em "Unholy Wars"

Produção
- Arranjos - Angra
- Produção, engenharia de áudio, mixagem, arranjos de coros - Dennis Ward
- Capa - Rafael Bittencourt e Isabel de Amorim
- engenheiro assistente - Andre Kbelo
- masterização - Jürgen Lusky
- produtor executivo - Antonio D. Pirani